# Marcillé-Robert
 Marcillé-Robert  es una población y comuna francesa, situada en la región de Bretaña, departamento de Ille y Vilaine, en el distrito de Rennes y cantón de Retiers.

## Demografía
| 1048 | 983 | 943 | 837 | 837 | 856 |
| Para los censos de 1962 a 1999 la población legal corresponde a la población sin duplicidades (Fuente: INSEE [Consultar]) |     |     |     |     |     |